# Tatemelon herberti
Tatemelon herberti är en snäckart som först beskrevs av Tom Iredale 1937.  Tatemelon herberti ingår i släktet Tatemelon och familjen Camaenidae. Inga underarter finns listade i Catalogue of Life.